# Santa Maria delle Grazie a Via Trionfale (titre cardinalice)
Le titre cardinalice de Santa Maria delle Grazie a Via Trionfale (Notre-Dame des Grâces à via Trionfale) est érigé par le pape Jean-Paul II le 25 mai 1985.
Il est rattaché à l'église Santa Maria delle Grazie al Trionfale, qui se trouve dans le quartier Trionfale à l'ouest de Rome.

## Titulaires
- Silvano Piovanelli (1985-2016)
- Joseph Tobin (2016-)